# Frank Mahan
Frank Hoyt Mahan (Griggsville, 17 ottobre 1867 – Springfield, 11 febbraio 1905) è stato un cestista statunitense.
Fu colui che diede alla pallacanestro il nome, in inglese, di "basket ball".

## Biografia
Rimasto orfano di entrambi i genitori sin da giovane, si trasferì a Memphis dove crebbe con uno zio. Dopo aver lavorato in una fabbrica di mobili, nel 1891 si iscrisse alla International YMCA Training School, oggi conosciuta come Springfield College, proprio nel periodo in cui James Naismith inventava il nuovo gioco della pallacanestro.
Le prime tredici regole, pubblicate sul giornale studentesco universitario Triangle, si riferivano a un "nuovo gioco" ("A New Game" in inglese). Fu proprio Mahan inizialmente a proporre il nome "Naismith ball", ma fu lo stesso inventore del gioco a rifiutare. Mahan suggerì allora proprio Basket Ball, prendendo spunto dagli unici due strumenti utilizzati per giocare: un cesto (basket) e una palla (ball).
Sotto la guida di Naismith, Mahan disputò la prima storica partita sperimentale di pallacanestro con il cosiddetto "The First Team", il primo gruppo di giocatori, poi inserito fra i membri del Naismith Memorial Basketball Hall of Fame.
Mahan si trasferì poi a Charlotte, divenendo dirigente dello YMCA.